# Lagenorhynchus albirostris
Lagenorhynchus albirostris (Біломордий дельфін) — вид родини дельфінових, що мешкає в холодних і помірних широтах північної частини Атлантичного океану аж до Приполярної зони. Зустрічається широко над континентальним шельфом, але особливо уздовж краю шельфу.

## Опис
З розміром від 1,10 до 1,20 метра при народженні, і середнім розміром 2,75 метра в зрілому віці, цей вид є одним з найбільших дельфінів. Тварини можуть важити до 350 кілограмів, самці трохи більші, ніж самиці. Спина і боки від темно-сірого до чорного кольору. Всі плавці чорні, живіт і горло контрастно білого кольору.
У тварин є від 88 до 93 хребців це найбільше число серед всіх китоподібних. Кількість конічних зубів від 22 до 25 пар на щелепу, це відносно низька кількість порівняно з іншими дельфіновими.

## Поведінка
Харчуються безліччю дрібної пелагічної (яка перебуває у середніх шарах) риби, а також донною рибою, кальмарами та ракоподібними.

## Загрози і захист
Була довга історія дрібного полювання, полювання в деяких районах триває і сьогодні, наприклад, біля південно-західного узбережжя Гренландії. Як і на інших північноатлантичних морських ссавців, на цей вид впливає забруднення води хлорорганічними сполуками, іншими антропогенними сполуками і важкими металами.